# Cybaeus communis
Espèce
Synonymes
- Cybaeus maculosus Yaginuma, 1972

Cybaeus communis est une espèce d'araignées aranéomorphes de la famille des Cybaeidae.

## Distribution
Cette espèce est endémique de la préfecture de Shizuoka au Japon,. Elle se rencontre vers le mont Fuji.

## Description
Le mâle holotype mesure 4,8 mm.
La femelle décrite sous le nom Cybaeus maculosus mesure 5,5 mm.

## Systématique et taxinomie
Cette espèce a été décrite par Yaginuma en 1972.
Cybaeus maculosus a été placée en synonymie par Sugawara, Ihara et Nakano en 2022.

## Publication originale
- Yaginuma, 1972 : « The fauna of the lava caves around Mt. Fuji-san IX. Araneae (Arachnida). » Bulletin of the National Museum of Nature and Science, vol. 15, no 2, p. 267-334.